# 김이은 (뮤지컬 배우)
김이은(1999년 9월 21일 ~ )은 대한민국의 뮤지컬 배우다.

## 방송
- 2022 DIMF 뮤지컬 스타 (2022) - 최우수상

## 공연
- 스웨그에이지 (2023) - 주모 역